# Єва Жолі
Єва Жолі (фр. Eva Joly, уроджена Гру Єва Фарсет фр. Gro Eva Farseth; нар. 5 грудня 1943, Осло, Норвегія) — французька політична діячка. Депутат Європейського парламенту (2009—2019). Кандидат в президенти Франції на виборах у 2012 році.

## Біографія
Народилася в 1943 році в скромній сім'ї, що жила в одному з робочих кварталах Осло. Посівши третє місце на конкурсі краси Міс Норвегія, Єва покидає рідну країну у вісімнадцять років і вступає до Паризького університету на юридичний факультет. Паралельно з навчанням, вона влаштовується на роботу, як гувернантка au pair, до сім'ї Жолі. Саме на цій роботі вона знайомиться з Паскалем Жолі, старшим сином сім'ї і студентом медуніверситету, за якого виходить заміж в 1967 році. У пари народжуються дочка, майбутня юристка, і син, що стане згодом архітектором.
Закінчивши університет, Жолі працює юридичним консультантом в психіатричній клініці. Однак у 38 років Жолі вирішує змінити роботу і вступає до школи суддів. Від помічника судді в Орлеані, Жолі дослужується до фінансового управління Палацу правосуддя.
Широку відомість Жолі набуває як суддя з економічних питань. Популярністі вона, зокрема, зобов'язана розслідуванню скандальної «справи Ельф» (фр. Affaire Elf) 1996 року, в результаті якої керівництво нафтової компанії Elf Aquitaine та деякі політики піддалися звинуваченням в отриманні хабарів, загальної суми в сотні мільйонів євро, за укладення контрактів в Африці і відмивання державних коштів.